# Diputación Provincial de Puerto Rico
La Diputación Provincial de Puerto Rico fue una institución político-administrativa de la antigua Provincia de Puerto Rico —hoy, Estado Libre Asociado de Puerto Rico—, creada a raíz de la Constitución de Cádiz de 1812, persistiendo intermitentemente hasta la Ocupación estadounidense de Puerto Rico en 1898.
Su constitución fue a cargo de las Juntas Superiores Provinciales dependientes de la Junta Suprema de España e Indias creada como gobierno temporal de España en plena guerra del Francés. La diputación provincial estaba presidida por el jefe político.

## Historia
El 15 de julio de 1812 el Gobernador de Puerto Rico, Salvador Meléndez Bruna, declara la vigencia de la Constitución de Cádiz estableciéndose la Diputación el 24 de ese mes. La Constitución de Cádiz separó el Gobierno Político ejercido por el Capitán General de la Isla, institución propia del Antiguo Régimen, creando la Diputación Provincial.
Suprimida varias veces, tolerada otras, pero siempre influida por el Gobernador, quien gozaba de poderes análogos a los que esgrimía frente a los municipios. Esta autoridad nombraba al Presidente y también a su Comisión Ejecutiva, órgano de vital importancia, ya que la Diputación se reunía solo dos veces al año.
- En 1814 se restableció la Intendencia.
- En 1821 volvieron a separarse la instancia militar, Capitanía General, de la política o civil.
- El 20 de octubre de 1870 se aprueba la Ley de la Diputación Provincial.

## Composición

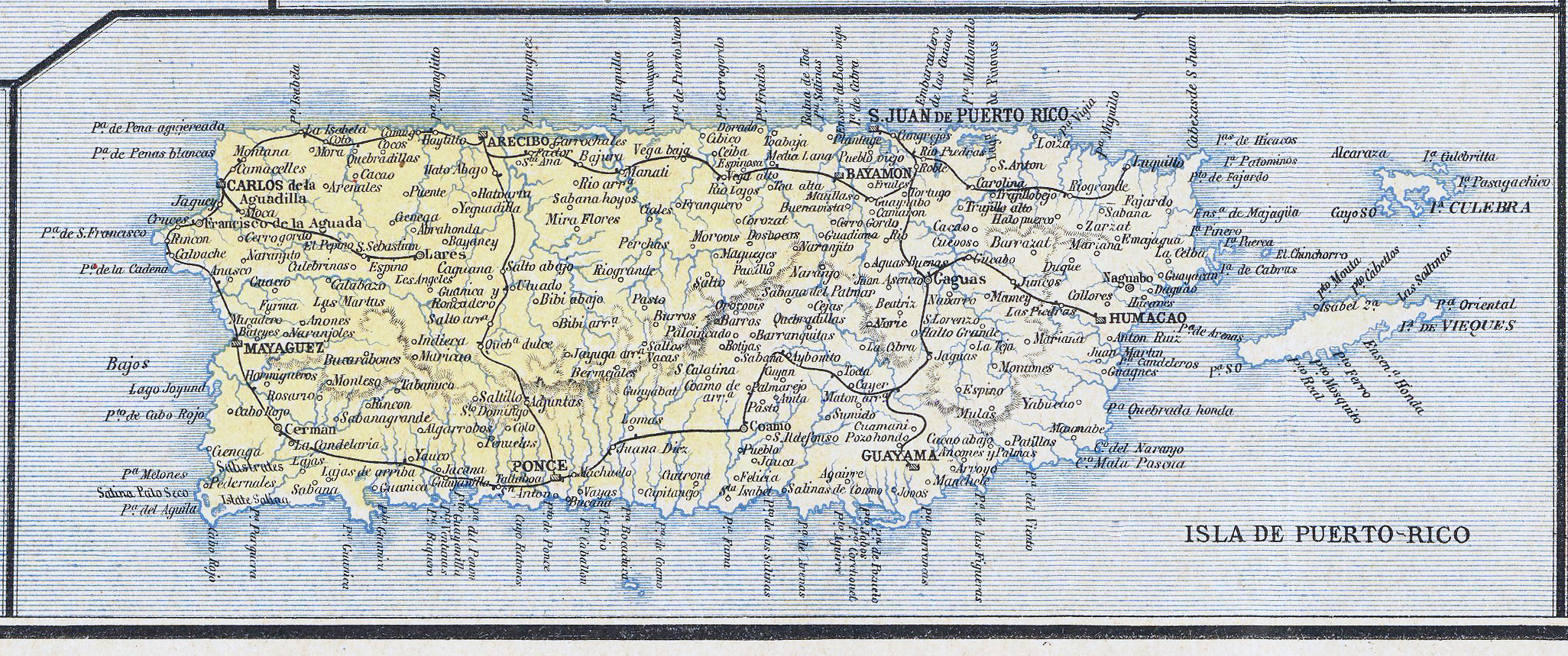
Mapa de la provincia.

Inicialmente estaba presidida por el Gobernador a quien acompañaban el Intendente y siete miembros electos, pero sujetos a suspensión por el rey, previa notificación a las Cortes.
La Diputación carecía de competencias legislativas limitando su cometido a funciones administrativas y de asesoría.

## Sede
La Diputación tuvo su sede en el edificio de la Real Intendencia ubicado al lado oeste de la Plaza de Armas, específicamente en la Calle San José, de San Juan Bautista. Desde 1984 es sede de la Secretaría de Estado.
En el siglo XVIII este edificio albergaba el presidio del Cuartel de Artillería San Carlos. En 1850 se rehabilita para alberlar la Real Intendencia.
El edificio de la Diputación Provincial fue construido entre los años de 1849 y 1851 para albergar un mercado en la esquina norte de las calles San José y San Francisco, junto a la Real Intendencia.
En 1866 se inaugura la biblioteca y las aulas de dibujo del Instituto de Segunda Enseñanza. La Diputación comparte edificio reformado a tales efectos, ocupando la mitad derecha.
Otorgada la Carta Autonómica de Puerto Rico el 24 de noviembre de 1897, la Diputación, tal como sucedería con las Comunidades autónomas uniprovinciales, cede sus instalaciones a las dos nuevas Cámaras Insulares.